# Elaphoglossum alipes
Elaphoglossum alipes är en träjonväxtart som beskrevs av John T. Mickel. Elaphoglossum alipes ingår i släktet Elaphoglossum och familjen Dryopteridaceae. Inga underarter finns listade.